# Friedrich Paulus
Friedrich Wilhelm Ernest Paulus (Guxhagen, 23. rujna 1890. – Dresden, 1. veljače 1957.) bio je njemački general, kasnije feldmaršal.

## Rana karijera
Paulus je rođen u Guxhagenu, kao sin školskog učitelja. Neuspješno je pokušao upisati Njemačku pomorsku akademiju te kratko studirao pravo na marburškom sveučilištu. Nakon neuspjeha, napušta sveučilište i priključuje se 111. pješačkoj pukovniji kao časnički kadet, u veljači 1910. god. Oženio se s Elenom Rosetti-Solescu 4. srpnja 1912. god.
Na početku Prvog svjetskog rata Paulusova pukovnija sudjeluje u pohodu na Francusku, te borbama u Vosgesima i okolici Arrasa u jesen 1914. god. Nakon odsustva zbog bolesti priključuje se Alpenkorpsu kao stožerni časnik, i služi u Makedoniji, Francuskoj i Srbiji. Kraj rata dočekuje kao satnik.

## Početak drugog svjetskog rata
Nakon primirja bori se u sastavu Freikorpsa na istoku. Nakon potpisivanja Versajskog mira ostaje u smanjenom Reichswehru, i biva raspoređen u 13-u pješačku pukovniju, smještenu u Stuttgartu, kao zapovjednik satnije. Tijekom idućeg desetljeća (1921. – 1933.) obavlja razne stožerne dužnosti, a nakon toga kratko (1934. – 1935.) zapovijeda motoriziranom bojnom prije nego što je imenovan načelnikom stožera oklopnih snaga u listopadu 1935., nove postrojbe koja pod zapovjedništvom generala Lutza upravlja obukom i razvitkom triju oklopnih divizija.
U veljači 1938. Paulus se imenuje za načelnika glavnog stožera pri Guderianovom novoutemeljenom XVI. Armeekorps (Motorisiert), koji mijenja Lutza na mjestu zapovjednika. Guderian ga opisuje kao "briljantno inteligentna, savjesna, marljiva, inovativna i talentirana", ali već tada izražava svoje sumnje oko njegove odlučnosti, čvrstine i nedostatka zapovjednog iskustva. Ostaje na tom mjestu sve do svibnja 1939. kada je unaprijeđen u general-bojnika i postaje načelnik stožera Njemačke desete armije, s kojom prolazi kampanje u Poljskoj, Nizozemskoj i Belgiji (u posljednja dva pohoda Armija je preimenovana u Šestu armiju).

## Staljingrad
U kolovozu 1940. Paulus je unaprijeđen u general-pukovnika i u rujnu je imenovan pomoćnikom zapovjednika Njemačkog glavnog stožera. U toj ulozi sudjeluje u izradi planova za napad na SSSR. U siječnju 1942. postaje zapovjednik Šeste armije i vodi je u pohodu na Staljingrad.
Tijekom svog zapovijedanja Šestom armijom stavio je van snage Hitlerovu "Komesarsku naredbu" (naredba kojom Hitler naređuje automatsku likvidaciju svih sovjetskih komesara) u svom području zapovijedanja.
I protiv svoje dobre procjene, slijedio je Hitlerovu naredbu da drži položaje u Staljingradu po svaku cijenu, pa čak i kada su se njegove snage našle u potpunom okruženju. Pokušaj probijanja obruča Grupe armija Don pod zapovjedništvom feldmaršala von Mansteina je propao, neminovno, zbog nedovoljnih snaga koje su se mogle suprotstaviti Sovjetima koji su okruživali Šestu armiju, te zato što su, u vrijeme proboja, Paulusove preostale oklopne snage imale goriva samo za 20km napredovanja. U svakom slučaju Paulusu je zabranjeno da se probije iz obruča, i Šesta armija je postupno nadjačana, zajedno sa svojim rumunjskim saveznicima, kad ih je nedostatak streljiva, istrošene opreme, i fizičkog zdravlja njemačkih snaga onemogućio obranu od Crvene armije koncem siječnja 1943.
Od Paulusa se očekivalo da drži Staljingrad do smrti. Tridesetog siječnja 1943., kada je sudbina Šeste armije bila zapečaćena, Hitler je Paulusa unaprijedio u čin feldmaršala. Pošto se nijedan njemački feldmaršal nije nikada u povijesti predao, poruka je bila više nego jasna.
Paulusova nesposobnost ili nevoljkost da spasi svoje ljude, poduzimajući akcije protiv Hitlerovih naredbi, iz katastrofalnog položaja stavlja ga povijesno u loše svjetlo. Kako god bilo također je odbio ubiti se kao što je Hitler predlagao.

## Kontroverze nakon predaje
Paulus se predao 31. siječnja 1943. Nakon predaje postaje glasni protivnik nacističkog režima pridruživši se od Rusa poduprtom Nacionalnom odboru za slobodnu Njemačku i apelirajući na Nijemce da se predaju. Kasnije je sudjelovao na Nürnberškom procesu kao svjedok. Iz sovjetskog zarobljeništva je pušten 1953., dvije godine prije puštanja ostalih njemačkih ratnih zarobljenika (većina su bili Staljingradski veterani) koji su bili označeni kao ratni zločinci.
Paulus je ostao kontroverzna povijesna osoba zbog kasne preobrazbe u antinacističkog borca kao i zbog svog odnosa prema Hitleru. Često je negativno uspoređivan s Rommelom koji je došao iz slične obitelji bez velikog vojnog nasljeđa, koji je isto tako bio Hitlerov miljenik, a čiji je otpor prema svom zaštitniku doveo do njegovog prisiljenog samoubojstva.
U Nürnberškom procesu Hermann Göring ga je optužio da je veleizdajnik. Mnogi drže da je za izdaju i kolaboracionizam s SSSR-om nagrađen pozicijom ravnatelja Instituta za vojna istraživanja u komunističkom DDR-u u Dresdenu.
Fridrich Paulus je umro u Dresdenu, Istočna Njemačka.